# Raskol

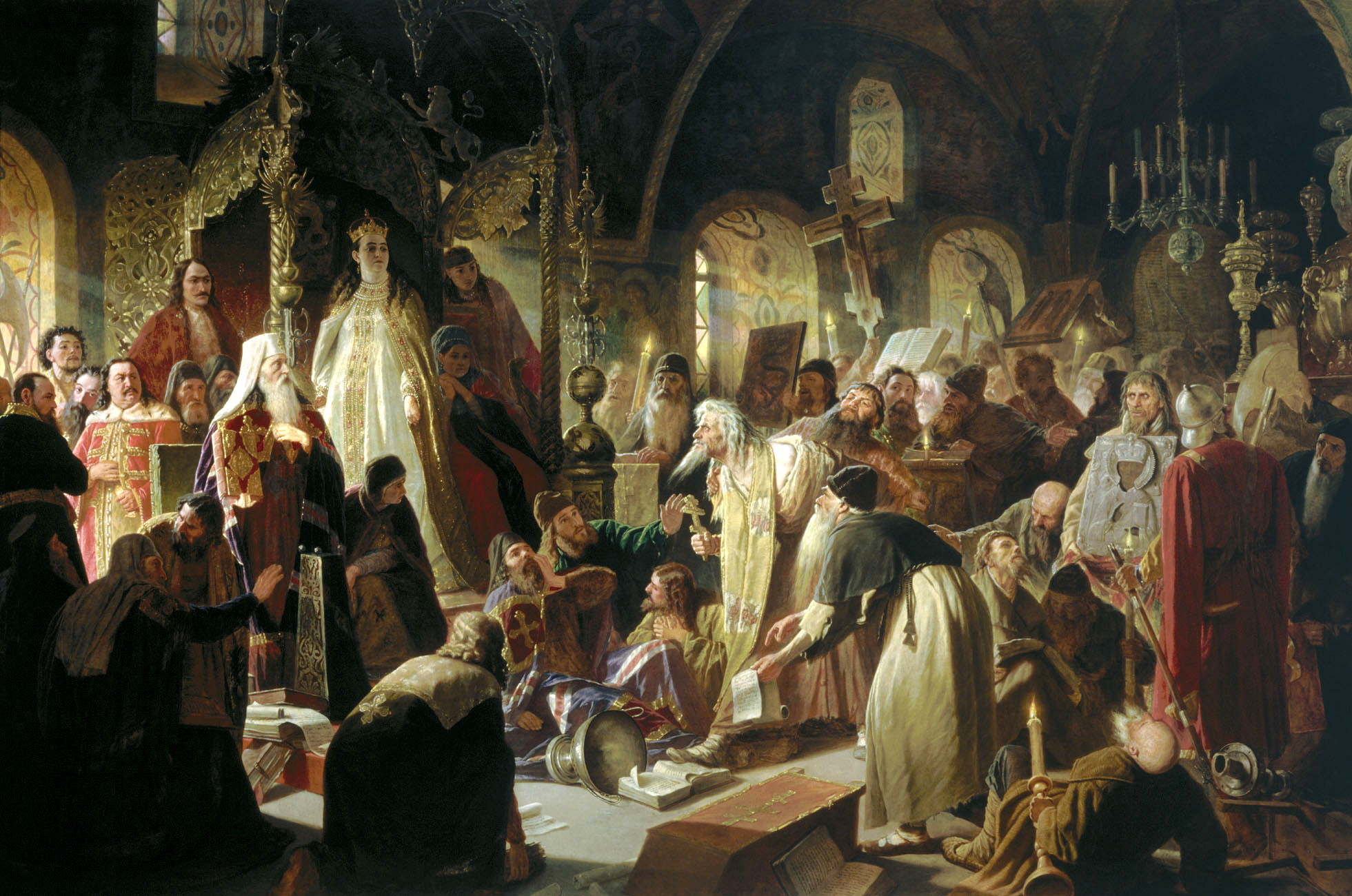
Il pop Nikita Konstantinovič Dobrynin disputa con il Patriarca Ioachin in materia di fede di Vasilij Perov

Con il termine Raskol (in russo раско́л?, traducibile con "strappo" o "scisma") si è soliti identificare il processo, avvenuto nella seconda metà del XVII secolo, che portò alla divisione della Chiesa russa in Chiesa ortodossa ufficiale e movimento dei Vecchi Credenti. Tale separazione fu causata dalle riforme, introdotte per la prima volta dal patriarca Nikon nel 1653 e in seguito confermate da un concilio di vescovi nel 1666-1667, introdotte per ristabilire l'uniformità tra le pratiche liturgiche della Chiesa greco-ortodossa e di quella russa.

## La riforma ecclesiastica
Verso la metà del XVII secolo si formò in Russia un circolo denominato gli Zelatori della Pietà (Кружок ревнителей благочестия) fondato con l'intento di riformare la società moscovita, in modo tale da renderla conforme ai precetti cristiani, migliorando nel contempo l'apparato ecclesiastico della Chiesa ortodossa russa. Per realizzare questo scopo cercarono di rendere uniformi i libri liturgici che circolavano nel territorio russo, vagliando e correggendo le versioni che risultavano in contrasto. I membri più influenti di questo circolo furono l'Arciprete Avvakum, Ivan Neronov, Stefan Vonifat'ev, Fëdor Rtiščev e, quando ancora ricopriva la carica di Arcivescovo di Novgorod, lo stesso Nikon, il futuro Patriarca.
Con il supporto dello Zar Aleksej Michajlovič, Nikon, una volta salito al soglio di Mosca, iniziò il processo di correzione dei libri religiosi russi, cercando di renderli uniformi ai loro corrispettivi greci e introdusse diversi cambiamenti negli usi radicati nella fede russa (il segno della croce con due dita fu rimpiazzato da quello con tre, "hallelujah" doveva essere pronunciato tre volte invece di due, ecc.). Queste innovazioni incontrarono resistenza sia tra il popolo che tra il clero, che disputò sulla legittimazione e sulla correttezza di tali riforme, le quali non rispecchiavano le tradizioni dell'ortodossia russa. Ignorando le proteste, Nikon riuscì a far approvare le riforme dal sobor nel 1654–1655. Tra il 1653 e il 1656, sotto l'egida di Epifanij Slavineckij, venne avviata la produzione dei nuovi testi liturgici corretti.

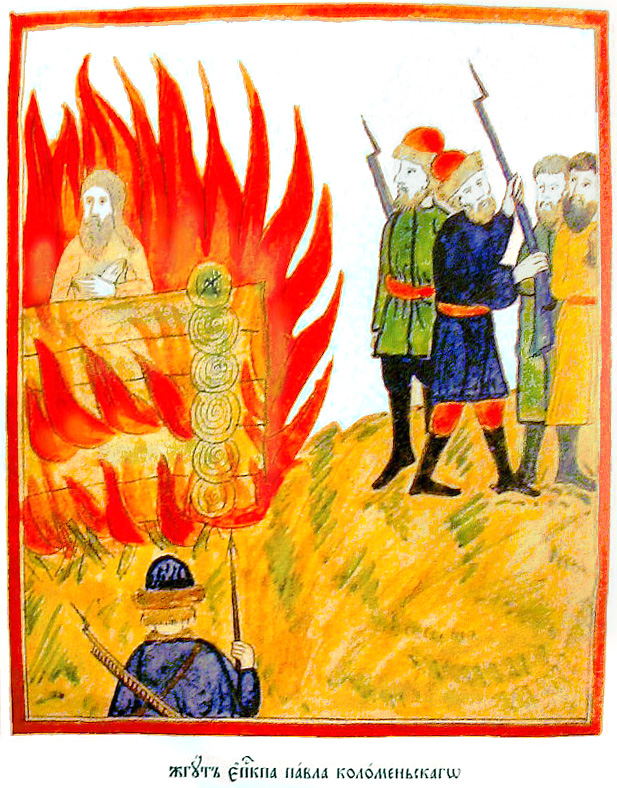
Il Vescovo Pavel di Kolomna viene giustiziato sul rogo

Anche se apparentemente queste riforme avrebbero potuto sembrare una mera modifica degli aspetti esteriori del credo russo, in realtà mutarono in modo radicale le relazioni tra il clero e la comunità dei fedeli. Diventò presto evidente che Nikon aveva usato queste innovazioni in un'ottica di centralizzazione dell'apparato ecclesiastico e di un personale rafforzamento politico. L'introduzione forzata di nuove opere liturgiche e rituali causò la rottura dei rapporti tra gli Zelanti della Pietà e il Patriarca di Mosca. Alcuni dei membri dell'organizzazione, infatti, presero posizione in favore dell'Antico Credo e si opposero alle Riforme introdotte. Avvakum e Daniel si appellarono allo zar perché intervenisse in favore del ripristino del segno della croce con due dita e delle genuflessioni durante i sermoni, quindi cercarono di dimostrare al clero che gli usi della Chiesa Greca erano impuri in quanto i greci facevano stampare i propri libri liturgici nelle presse cattoliche, contaminandoli e facendoli divergere dall'"antica pietà". Ivan Neronov si espresse contro il rafforzamento dell'autorità patriarcale e domandò la democratizzazione dell'apparato ecclesiastico. Il conflitto tra le due anime della Chiesa ortodossa si concluse tuttavia a favore di Nikon: Avvakum, Ivan Neronov e altri membri del clero furono perseguitati e giustiziati nel 1682.
Le idee propugnate dai difensori dell'Antico Credo trovarono molti sostenitori, appartenenti a tutti gli strati della società russa, che diedero vita al movimento del Raskol. Alcuni esponenti del basso clero protestarono contro l'incremento dell'oppressione feudale che li vedeva soggetti da parte dell'alta gerarchia ecclesiastica. Membri di quest'ultima si unirono al Raskol per combattere le aspirazioni assolutistiche di Nikon e l'arbitrarietà delle riforme. Alcuni fra questi, come il Vescovo Pavel di Kolomna e l'arcivescovo Aleksandr di Vjatka si schierarono apertamente per l'Antico Credo, tanto che il primo fu in seguito giustiziato per questa scelta. La boiarda Feodosija Morozova, sua sorella principessa Urusova, e altri membri della Corte supportarono inoltre segretamente o simpatizzarono con i difensori della Vecchia Fede.
L'unificazione di forze tanto eterogenee contro quella che era diventata la "Chiesa ufficiale" può probabilmente essere spiegato attraverso l'analisi degli aspetti contraddittori del Raskol. Elementi quali l'idealizzazione e la spinta alla conservazione di valori tradizionali e antiche tradizioni, un'attitudine sospettosa verso le innovazioni, la conservazione di un rito "nazionale" e l'accettazione (da parte degli elementi radicali) del martirio nel nome dell'Antica Fede scelto come una via per la salvezza coesistevano infatti con le critiche sociali contro feudalesimo e servitù della gleba. Differenti strati sociali erano attratti da differenti componenti di questa ideologia. I più radicali apologeti del Raskol che annunciavano l'imminente Apocalisse, la venuta dell'Anticristo e tacciavano zar e patriarca di essere servi di Satana, ottennero un grande seguito tra il popolo russo. Il Raskol divenne così l'avanguardia al medesimo tempo di tendenze ultra-conservatrici e democratiche.

## Rivolta e persecuzione
Il movimento del Raskol esplose in tutta la propria virulenza dopo il sobor ecclesiastico del 1666–1667, nel quale i Vecchi Credenti erano stati bollati come eretici e si erano prese decisioni riguardo alle punizioni da infliggere loro. I membri del basso clero divennero i capi della opposizione facendo voto di predicare il Vecchio Credo fino alla morte. La più drammatica manifestazione del Raskol era rappresentata dal ognenniye kreščenija (огненные крещения, o battesimo del fuoco), o auto-immolazione, praticata dai membri più radicali dei Vecchi Credenti i quali ritenevano prossima la Fine dei Tempi.

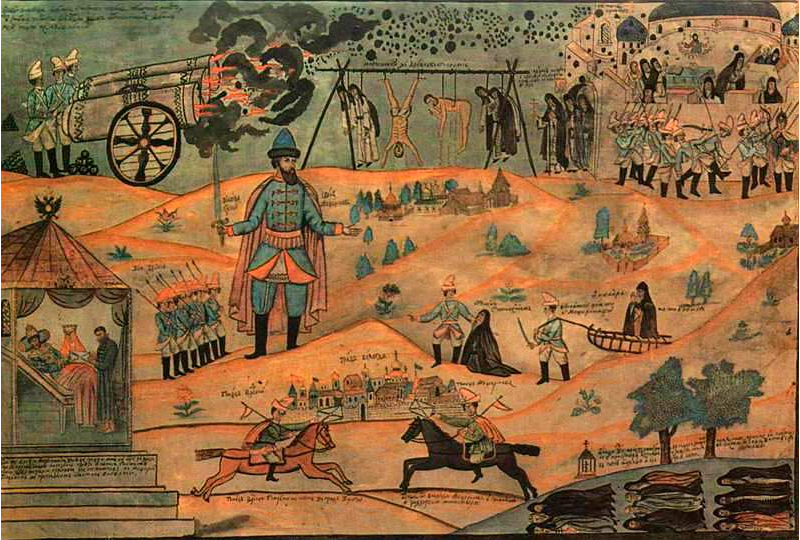
"Un Voivoda moscovita reprime la Rivolta del Monastero Soloveckij". Dipinto dell'inizio del XIX secolo attribuito a Michail Grigor'ev

I Vecchi Credenti si divisero presto in due differenti fazioni, i Popovcy e i Bespopovcy. Attratti dalle predicazioni degli ideologi del Raskol, molti piccolo borghesi, contadini, artigiani e cosacchi si trasferirono nelle dense foreste della Russia Settentrionale, nella Regione del Volga, nei confini meridionali della Russia, in Siberia e persino all'estero, dove organizzarono la propria Obščina. Alcuni Vecchi Credenti, per sfuggire alle persecuzioni cui erano soggetti, migrarono infatti verso ovest, cercando rifugio nella Confederazione Polacco-Lituana, le cui autorità permisero loro di praticare liberamente la propria fede.  Nel 1681, il governo annotò un accrescimento dei "nemici della Chiesa", specialmente in Siberia. Con il supporto attivo della Chiesa ortodossa russa iniziò allora la persecuzione dei cosiddetti raskolniki (раскольники), ovvero "scismatici".
Negli anni '70 e '80 del XVII secolo gli ideologi del Raskol si prodigarono nel denunciare i vizi della società russa coeva. Avvakum e i Vecchi credenti imprigionati nella prigione di Pustozersk cercarono inoltre di giustificare alcune rivolte che in quel periodo sconvolgevano il Paese come una punizione divina per le azioni delle autorità ecclesiastiche e zariste. Nel 1668 l'egumeno del monastero Soloveckij dichiarò di non aderire alla Riforma, provocando la reazione del potere centrale il quale diede incarico al Voivoda Meščerinov di cingere d'assedio il luogo di culto. Dopo due anni i monaci, esasperati dalla fame, aprirono per primi il fuoco contro le truppe assalitrici. Il monastero fu conquistato solo nel 1676 e i suoi abitatori furono duramente puniti. Alcuni Vecchi Credenti presero parte alla ribellione di Sten'ka Razin negli anni 1670–1671, anche se questa rivolta non fu propriamente considerata una diretta conseguenza del Raskol e lo stesso Razin avesse vedute fortemente anticlericali. Altri seguaci della Vecchia Fede, come Nikita Dobrynin, ebbero inoltre un ruolo importante nella Rivolta di Mosca del 1682.
All'inizio del XVIII secolo le posizioni degli elementi più radicali divennero minoritarie quando risultò pacifico che le Riforme non sarebbero più state revocate. Pur rimanendo ufficialmente membri di un movimento illegale fino al 1905 non tutti gli Zar perseguitarono con la stessa veemenza gli adepti della Vecchia Fede. Sotto Pietro il Grande le persecuzioni difatti cessarono e ai Vecchi credenti fu solamente obbligato il pagamento di una tassazione doppia. Caterina II incoraggiò addirittura gli scismatici che avevano trovato rifugio all'estero a tornare nella loro madrepatria.
Il Raskol (scisma) continua ad esistere e con un antagonismo piuttosto marcato tra la Chiesa ortodossa russa e i Vecchi Credenti, anche se a livello ufficiale le gerarchie si sono trovate concordi nel porre in essere una pacifica coesistenza. Da un punto di vista ecclesiastico e teologico il Raskol rimane una questione altamente controversa e uno dei più tragici episodi della storia russa.